# Prix Hocquart
Pour les articles homonymes, voir Hocquart.
Groupe 3
Le Prix Hocquart est une course hippique de plat se déroulant au mois de mai sur l'hippodrome de Longchamp.
C'est une course de Groupe 3 (groupe 2 jusqu'en 2022) réservée aux chevaux de 3 ans, créée en 1861, qui se dispute sur la distance de 2 200 mètres (la distance ayant évolué au fil des années). Son allocation s'élève à 130 000 €.
Le Prix Hocquart a longtemps été l'une des trois "poules de produits" (avec les Prix Noailles et Greffulhe) menant au Prix du Jockey-Club, qui se tient début juin à Chantilly. Il se déroulait alors sur l'hippodrome de Longchamp, et 27 poulains ont réussi le doublé Hocquart/Jockey-Club, le dernier en date étant Bering en 1986. À partir de 2017, la course retrouve les 2 400 mètres, mais elle est délocalisée à Chantilly et repoussée dans le calendrier au jour du Prix de Diane, afin de servir de préparatoire, non plus au Jockey-Club, mais au Grand Prix de Paris, qui se dispute sur la même distance un mois plus tard. En 2022, elle revient à Longchamp et à la distance de 2 200 mètres.

## Palmarès depuis 1980
| Année                         | Vainqueur      | Pays        | Père               | Jockey               | Entraîneur             | Propriétaire                | Temps   |
| ----------------------------- | -------------- | ----------- | ------------------ | -------------------- | ---------------------- | --------------------------- | ------- |
| 2025                          | Rafale Design  | France      | Starspangledbanner | Christophe Soumillon | Yann Barberot          | Laurent Dassault            | 2'22"74 |
| 2024                          | Calandagan     | France      | Gleneagles         | Mickaël Barzalona    | Francis-Henri Graffard | S.A. Aga Khan               | 2'27"48 |
| 2023                          | First Minister | France      | Galileo            | Bauyrzhan Murzabayev | André Fabre            | Coolmore                    | 2'17"48 |
| Éditions labellisées Groupe 2 |                |             |                    |                      |                        |                             |         |
| 2022                          | L'Astronome    | France      | Frankel            | Christophe Soumillon | Francis-Henri Graffard | Al Asayl France             | 2'20"61 |
| 2021                          | Bubble Gift    | France      | Nathaniel          | Gérald Mossé         | Mikel Delzangles       | Zak Bloodstock              | 2'22"74 |
| 2020                          | Port Guillaume | France      | Le Havre           | Cristian Demuro      | Jean-Claude Rouget     | Claudio Marzocco            | 2'38"23 |
| 2019                          | Al Hilalee     | Royaume-Uni | Dubawi             | James Doyle          | Charlie Appleby        | Écurie Godolphin            | 2'29"10 |
| 2018                          | Nocturnal Fox  | France      | Farhh              | Mickaël Barzalona    | André Fabre            | Écurie Godolphin            | 2'29"51 |
| 2017                          | Ice Breeze     | France      | Nayef              | Vincent Cheminaud    | Pascal Bary            | Khalid Abdullah             | 2'33"09 |
| 2016                          | Mekhtaal       | France      | Sea The Stars      | Grégory Benoist      | Jean-Claude Rouget     | Al Shaqab Racing            | 2'07"03 |
| 2015                          | Ampère         | France      | Danehill Dancer    | Mickaël Barzalona    | André Fabre            | Haras de Saint-Pair         | 2'18"35 |
| 2014                          | Free Port Lux  | France      | Oasis Dream        | Thierry Jarnet       | Freddy Head            | Olivier Thomas              | 2'23"11 |
| 2013                          | Tableaux       | France      | Giant's Causeway   | Maxime Guyon         | André Fabre            | Smith, Magnier & Tabor      | 2'17"42 |
| 2012                          | Top Trip       | France      | Dubaï Destination  | Thomas Huet          | François Doumen        | Joerg Vasicek               | 2'18"33 |
| 2011                          | Prairie Star   | France      | Peintre Célèbre    | Christophe Soumillon | Élie Lellouche         | Écurie Wildenstein          | 2'17"27 |
| 2010                          | Silver Pond    | France      | Act One            | Olivier Peslier      | Carlos Laffon-Parias   | Haras du Quesnay            | 2'17"00 |
| 2009                          | Wajir          | France      | Halling            | Anthony Crastus      | Élie Lellouche         | Écurie Wildenstein          | 2'17"60 |
| 2008                          | Démocrate      | France      | Sadler's Wells     | Stéphane Pasquier    | André Fabre            | Éc. Skymarc & P. de Moussac | 2'15"20 |
| 2007                          | Anton Chekhov  | Irlande     | Highest Honor      | Johnny Murtagh       | Aidan O'Brien          | Smith, Magnier & Tabor      | 2'23"00 |
| 2006                          | Numide         | France      | Sinndar            | Ioritz Mendizabal    | Jean-Claude Rouget     | Issam Fares                 | 2'23"00 |
| 2005                          | Hurricane Run  | France      | Montjeu            | Christophe Soumillon | André Fabre            | Gestüt Ammerland            | 2'18"50 |
| 2004                          | Lord du Sud    | France      | Linamix            | Éric Legrix          | Jean-Claude Rouget     | Béatrice Hermelin           | 2'35"90 |
| 2003                          | Coroner        | France      | Darshaan           | Stéphane Pasquier    | Jean-Claude Rouget     | Marquise de Moratalla       | 2'35"80 |
| 2002                          | Khalkevi       | France      | In The Wings       | Christophe Soumillon | Alain de Royer-Dupré   | S.A. Aga Khan               | 2'32"20 |
| 2001                          | Maille Pistol  | France      | Pistolet Bleu      | Jean-René Dubosc     | Jean-Claude Rouget     | Michel Roussel              | 2'34"40 |
| 2000                          | Lord Flasheart | France      | Rainbow for Life   | Gérald Mossé         | Alain de Royer-Dupré   | Jean-Claude Seroul          | 2'23"60 |
| 1999                          | Falcon Flight  | France      | Sadler's Wells     | Sylvain Guillot      | Pascal Bary            | Jean-Louis Bouchard         | 2'16"20 |
| 1998                          | Sayarshan      | France      | Rainbow Quest      | Sylvain Guillot      | Pascal Bary            | Jean-Luc Lagardère          | 2'22"10 |
| 1997                          | Shaka          | France      | Nureyev            | Jean-René Dubosc     | Jean-Claude Rouget     | Robert Bousquet             | 2'22"80 |
| 1996                          | Arbatax        | France      | Tropular           | Cash Asmussen        | Pascal Bary            | Mme François Boutin         | 2'32"00 |
| 1995                          | Rifapour       | France      | Linamix            | Gérald Mossé         | Alain de Royer-Dupré   | S.A. Aga Khan               | 2'29"30 |
| 1994                          | Vadlawys       | France      | Cozzene            | Thierry Jarnet       | André Fabre            | Jean-Luc Lagardère          | 2'34"40 |
| 1993                          | Regency        | France      | Sadler's Wells     | Pat Eddery           | Christiane Head        | Khalid Abdullah             | 2'34"60 |
| 1992                          | Adieu au Roi   | France      | Bikala             | Walter Swinburn      | Jean Lesbordes         | David Tsui                  | 2'37"20 |
| 1991                          | Pistolet Bleu  | France      | Green Dancer       | Dominique Bœuf       | Élie Lellouche         | Daniel Wildenstein          | 2'30"00 |
| 1990                          | Top Waltz      | France      | Saint-Cyrien       | Éric Legrix          | Jean-Marie Béguigné    | Adolf Renk                  | 2'31"90 |
| 1989                          | Dancehall      | France      | Mill Reef          | Cash Asmussen        | André Fabre            | Tomohiro Wada               | 2'29"20 |
| 1988                          | Nasr El Arab   | France      | Foolish Pleasure   | Steve Cauthen        | André Fabre            | Cheikh Mohammed Al Maktoum  | 2'28"90 |
| 1987                          | Sadjiyd        | France      | Lyphard's Wish     | Yves Saint-Martin    | Alain de Royer-Dupré   | S.A. Aga Khan               | 2'28"30 |
| 1986                          | Bering         | France      | Akarad             | Gary Moore           | Christiane Head        | Ghislaine Head              | 2'36"10 |
| 1985                          | Mouktar        | France      | Nishapour          | Yves Saint-Martin    | Alain de Royer-Dupré   | S.A. Aga Khan               | 2'35"60 |
| 1984                          | Darshaan       | France      | Shirley Heights    | Yves Saint-Martin    | Alain de Royer-Dupré   | S.A. Aga Khan               | 2'36"20 |
| 1983                          | Jeu de Paille  | France      | Rheffic            | Henri Samani         | André Fabre            | Guy de Rothschild           | 2'41"80 |
| 1982                          | Cadoudal       | France      | Luthier            | Jean-Luc Kessas      | Bernard Sécly          | André Boutboul              | 2'43"80 |
| 1981                          | Rahotep        | France      | Wittgenstein       | Jean-Luc Kessas      | Bernard Sécly          | Jean-Claude Weill           | 2'45"20 |
| 1980                          | Mot d'Or       | France      | Run The Gantlet    | Freddy Head          | Alec Head              | Jacques Wertheimer          | 2'43"20 |